# Rougon
Rougon é uma comuna francesa na região administrativa da Provença-Alpes-Costa Azul, no departamento dos Alpes da Alta Provença. Estende-se por uma área de 35,83 km². Em 2010 a comuna tinha 116 habitantes (densidade: 3,2 hab./km²).5 hab/km².